# Haariger Zwergfruchtvampir

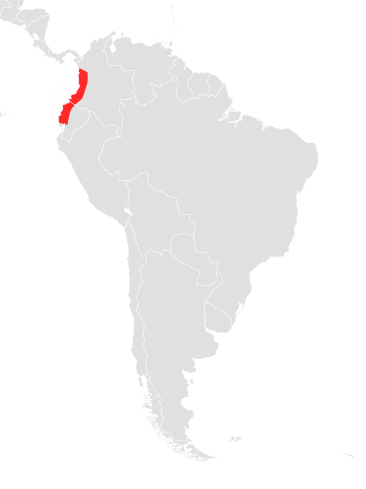
Verbreitungsgebiet des Haarigen Zwergfruchtvampirs

Der Haarige Zwergfruchtvampir (Rhinophylla alethina) ist eine Fledermaus in der Gattung der Zwergfruchtvampire, die im nordwestlichen Südamerika verbreitet ist. Auch wenn die Vampirfledermäuse zur selben Familie zählen, so liegt keine nähere Verwandtschaft und keine Ähnlichkeiten in der Ernährung vor. Das Typusexemplar stammt vom Río Raposo in Kolumbien.

## Merkmale
Mit einer Körperlänge von 55 bis 58 mm, einem fehlenden Schwanz, mit 35 bis 37 mm langen Unterarmen und einem Gewicht von 12 bis 16 g ist die Art innerhalb ihrer Gattung am größten. Die Hinterfüße sind etwa 11 mm lang.  Wie der deutsche Name andeutet, ist diese Fledermaus stärker behaart als die anderen beiden Gattungsmitglieder. Wie beim Fischer-Zwergfruchtvampir (Rhinophylla fischerae) kommen borstige Haare am Rand der Schwanzflughaut vor. Zusätzlich ist diese mit wolligen Haaren bedeckt. Die Schwanzflughaut ist schmaler als 5 mm, was diese Art kennzeichnet, und der Fersensporn (Calcar) ist mit maximal 3,5 mm kurz. Im Gegensatz zum Kleinen Zwergfruchtvampir (Rhinophylla pumilio) hat diese Fledermaus einen flachen Scheitelkamm. Das schwärzliche Fell der Oberseite wird zum Hinterteil hin mehr braun und die Unterseite ist heller. Mit Ausnahme der inneren oberen Schneidezähne sind die Zähne kleiner als beim Kleinen Zwergfruchtvampir. Bei den beiden anderen Gattungsvertretern ist die Oberkante dieser Schneidezähne nicht glatt. Die Zahnformel lautet I 2/2, C 1/1, P 2/2, M 3/3. Alle Blattnasen haben ein Nasenblatt mit einer runden Grundform und einem lanzenförmigen Aufsatz.

## Verbreitung
Das Verbreitungsgebiet reicht westlich der Anden von Kolumbien bis zum zentralen Ecuador. Der Haarige Zwergfruchtvampir lebt im Flach- und Bergland bis 1700 Meter Höhe. Er ist ein typischer Bewohner der biogeografischen Region Tumbes-Chocó-Magdalena, die durch feuchte Wälder gekennzeichnet ist. Manchmal werden Obstplantagen besucht.

## Lebensweise
Die Exemplare fressen vorwiegend Früchte von Sträuchern im Unterwuchs, die mit Insekten komplettiert werden. Vermutlich gibt es jährlich zwei Paarungszeiten. Soweit bekannt, werden die Nachkommen einer Population nicht synchron geboren, was ungewöhnlich für Fledermäuse ist. Die Ruheplätze entsprechen vermutlich dem besser untersuchten Kleinen Zwergfruchtvampir.

## Gefährdung
Landschaftsveränderungen stellen die größte Bedrohung dar. Wahrscheinlich nimmt die Gesamtpopulation innerhalb von 15 Jahren (drei Generationen) mit etwas weniger als 30 Prozent ab, was laut IUCN durch Untersuchungen bestätigt werden soll. Aus diesem Grund ist der Haarige Zwergfruchtvampir in der Vorwarnliste (near threatened) verzeichnet.